# Стенопис
Стенопис е всяко произведение на изкуството, нарисувано направо на стена, таван или друга стабилна плоскост.
Някои стенописи се рисуват върху големи платна, които след това се прикрепят към стена. Тази техника е обект на някои оспорвания в света на изкуството, но е в обща употреба от края на 19 век.

## История
Най-старите стенописи в света датират от Горния палеолит, като скалните рисунки (графити) в Шове в Ардеш, известните древни пещери на Южна Франция (около 30 000 г. пр.н.е.)
Много древни стенописи са оцелели в египетски гробници (около 3150 г. пр.н.е.), дворците на Минойската цивилизация (1700 – 1600 г. пр.н.е.) и в Помпей (около 100 г. пр.н.е.)
През Средновековието стенописите обикновено се изпълняват на суха мазилка (Secco). Огромната колекция от стенописи в Керала (южна Индия), датиращ от 14 век са примери за стил Secco. В Италия около 1300 г. техниката на рисуване на стенописи върху мокра мазилка „фреско“ е възстановена и довеждла до значително повишаване на качеството на стенописите.
Много стенописи са създадени по време на Ренесанса. Сред най-значимите стенописци за всички времена остава Микеланджело Буонароти, изписал Сикстинската капела. Учени са пресметнали, че за обикновен човек би било невъзможно да изпише само тавана в рамките на един живот.
В модерни времена терминът става по-добре познат чрез мексиканския мурализъм – движение в изкуството в Мексико от 1930 г. Представители са Диего Ривера, Дейвид Сикийерос и Хосе Ороско. Използват се за политическа пропаганда.
Стенописите днес се изработват по най-различни начини, както идейно, така и технологично. Използват се маслени бои или материали на водна основа. Стиловете варират от абстрактното към оптическите илюзии, декоративни в интериори и екстериори. Иницииран от произведенията на стенописци като Греъм Ръст или Райнер Мария Лацке през 1980 г., Trompe-L'oeil живопис преживява възраждане в частни и обществени сгради в Европа. Днес красотата на стенописите е много по-широко достъпна с техника, при която картина или фотографско изображение се принтира на хартия или платно, и след това се прехвърля на повърхността на стената. На практика може да се получи почти всякакъв ефект.

## Техники
Съществуват много различни стилове и техники. Най-добре познатата вероятно е фреско. Използва водоразтворими бои върху влажна основа. Удобна за бързо покриване на голяма повърхност, а често и в детайли. Цветовете избледняват, когато изсъхнат. Фреско е един от методите използван още в Античността, през Средновековието, Ренесанса и днес.
Фреска (от италиански: il fresco – „на свежо“) е живописен метод за изпълнение на стенописи, при който се използват стрити и добре омокрени пигменти, които се нанасят върху прясна, още влажна основа (мазилка) – оттам и името на тази живописна техника (за разлика от „секо“ – saecco – рисуване върху суха основа). Още старинните източници посочват тази техника като най-трудна за изпълнение след енкаустиката. Трудността идва оттам, че живописецът е принуден да рисува бързо, т.е. преди грундът (мазилката) да е изсъхнал.:с. 134
При техниката il fresco поставеният живописен слой се слива с основата, с грунда (мазилката) и в процеса на карбонизирането на съдържащата се вар влиза в органично единство с нея, което го прави твърде дълготраен.
Поради факта, че в миналото това е бил най-широко използваният метод за изпълнение на стенописи, понятието „фреско“ с течение на времето се превръща в синоним на „стенопис“.
Днес понятията il fresco и saecco се използват само за допълнително указание от изкуствоведите за какво живописване върху стената става въпрос – мокро или сухо, а самото понятие стенопис има вече по-разширен смисъл, като в него се включват и техниките сграфито, стенна мозайка и различни смесени техники. Оттук произлиза и новото понятие – декоративно-монументална живопис.
Сред най-известните художници, работили с тази техника, са Леонардо да Винчи, Микеланджело, Рафаел, Тиеполо и др. В България il fresco е най-разпространеният метод за живописване през Средновековието и Възраждането – Боянският майстор, Пимен Зографски, Йоаникий Попвитанов, Димитър Зограф, Захарий Зограф, Молерови и други са оставили прекрасни живописни образци, изпълнени чрез техниката фреско.
В днешно време, поради технологичните промени, новите материали и динамиката на живот, стенописи в техника фреско се изпълняват много рядко. Почти основен фактор за тази промяна са новите материали, повечето от които са на акрилна основа, с разширен пигментен набор, сравнително устойчиви на въздействието на слънчевите лъчи и градския смог. Същите дават много повече трайност на стенописа и улеснение на художника, а оттук и разширяване на възможностите му за художествени интерпретации.

## Галерия
- Църквата „Свети Петър и Павел“, Търново-интериор
- „Свети Варлаам“ от църквата „Свети Петър и Павел“, Търново, 14 век
- Светец от църквата „Свети Петър и Павел“, Търново, 14 век
- Медальони от апсидата на „Свети Петър и Павел“
- Медальони от апсидата на „Свети Петър и Павел“
- „Севастократор Калоян и Десислава“, Боянска църква, 1259
- „Цар Константин Асен и царица Ирина“, Боянска църква, 1259
- Детайл от Ивановските стенописи, 14 век
- Детайл от календарните сцени в „Свети Четиридесет Мъченици“, Търново, 13 век
- Свети Яков и свети Юда, „Свети Петър и Павел“, Търново, 14 век
- Детайл от „Страшният съд“, Роженски манастир, 17 век
- „Св. Архангел Михаил“, Рилски манастир, 19 век
- Апокалипсис – стенопис от Осоговски манастир